# Institute of Physics
El Institute of Physics (IOP) es una sociedad científica no lucrativa, del Reino Unido, dedicada a incrementar la práctica, entendimiento y aplicación de la física. 
Tiene cerca de 50 000 miembros alrededor del mundo. El IOP respalda la física en la educación, investigación e industria. Además de esto, el IOP otorga a sus miembros servicios que incluyen asesoría acerca de carreras y desarrollo profesional, así como la evaluación profesional en el Reino Unido de físicos e ingenieros. La compañía editorial del IOP, la IOP Publishing, publica más de 60 títulos de revistas académicas.

## Historia

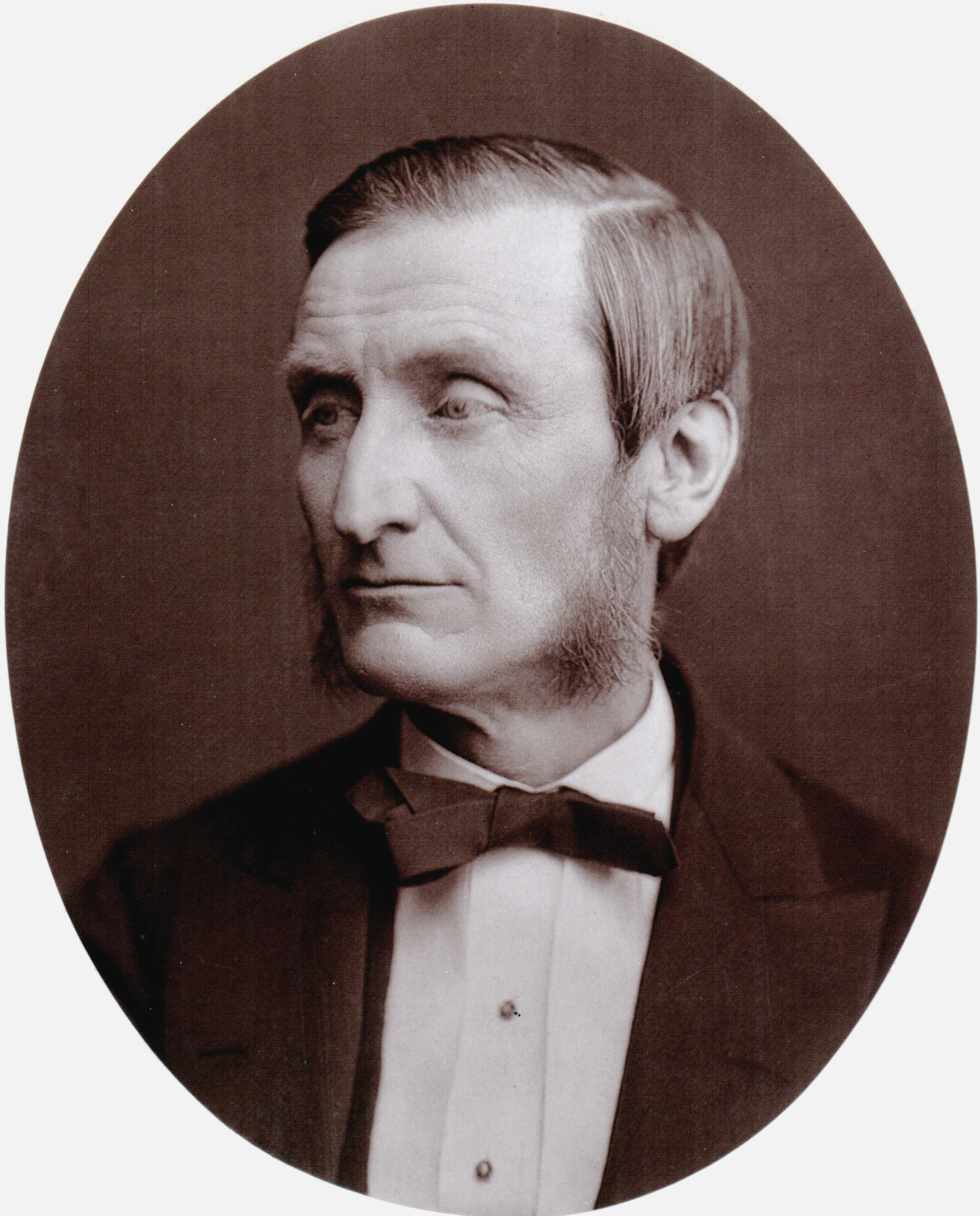
John Hall Gladstone, el primer presidente de la Sociedad Física de Londres.

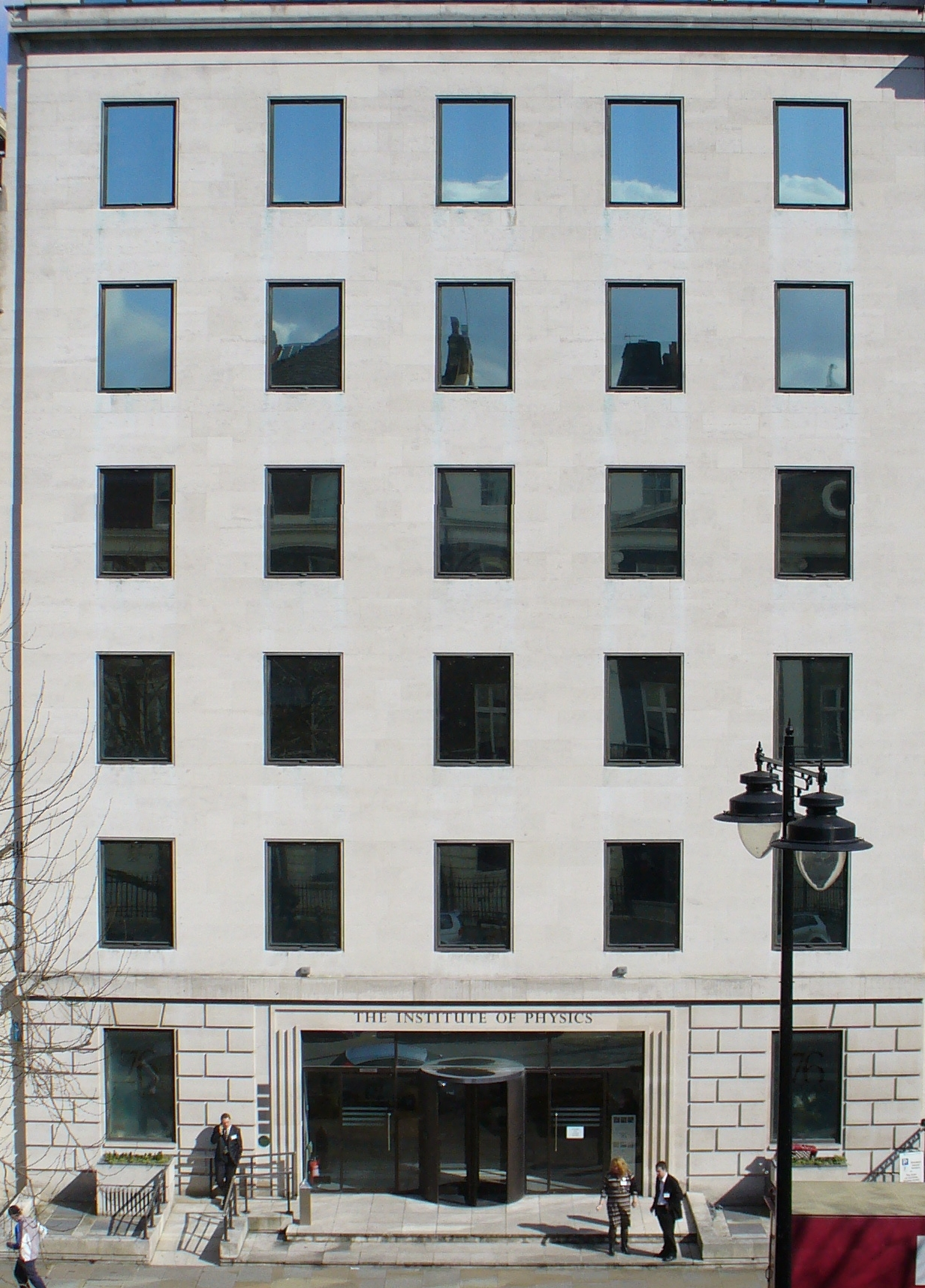
Edificio del Institute of Physics en Portland Place, Londres.

El Institute of Physics se formó en 1960 a partir de la fusión de la Sociedad Física de Londres, fundada en 1874, y el Institute of Physics, fundado en 1920.
La Sociedad Física de Londres se había formado oficialmente el 14 de febrero de 1874, con John Hall Gladstone como su primer presidente. Desde este comienzo, la sociedad mantuvo reuniones y demostraciones abiertas y publicó los  Proceedings of the Physical Society.
A comienzos del s. XX emergía la profesión de físico, como resultado parcialmente de la creciente demanda de científicos durante la Primera Guerra Mundial. En 1917, el Concejo de la Sociedad Física, junto con la Faraday Society, la Optical Society, y la Roentgen Society, comenzó a explorar formas de mejorar el estatus profesional de los físicos. En 1920, se creó el Institute of Physics bajo especial licencia del Board of Trade británico. Sir Richard Glazebrook fue elegido como primer presidente de la institución. Al igual que para la Sociedad Física, la divulgación del conocimiento fue fundamental para el IOP. Este comenzó la publicación del Journal of Scientific Instruments en 1922. La publicación anual Reports on Progress in Physics comenzó en 1934 y todavía es publicado en la actualidad. En 1952, el IOP comenzó el curso y examen de graduados, que funcionó hasta 1984, cuando la expansión del acceso a las universidades retiró esta demanda.
En 1960, la Sociedad Física y el Institute of Physics se fundieron, creando el Institute of Physics, el cual combinó la tradición de la sociedad científica de la Sociedad Física con la tradición del cuerpo profesional del Institute of Physics. Después de habérsele concedido una carta real en 1970, la organización se rebautizó como Institute of Physics.

## Membresía
Existen tres grados de membresía: miembro asociado (associate member o AMInstP), miembro (member o MInstP) y socio (fellow o FInstP). Para obtener el grado AMInstP, normalmente se requiere terminar una carrera universitaria acreditada por el IOP —esto cubre la mayoría de las carreras de física del Reino Unido—. Un AMInstP puede convertirse en MInstP al adquirir experiencia profesional como físico y en FInstP al hacer «una contribución destacada a la profesión». Los MInstP y FInstP son grados de membresía que otorgan derecho al voto en las elecciones de la institución. Existen también grados de membresía de estudiante y afiliado para aquellos que estudian carreras de física y para aquellos que no tienen una carrera acreditada (o experiencia equivalente).

## Servicios
El Institute of Physics otorga el título profesional de «Físico Certificado», (Chartered Physicist o CPhys) así como el de «Ingeniero Certificado» (Chartered Engineer o CEng) como cuerpo reconocido del Engineering Council del Reino Unido. Hasta 1998, el título de CPhys se otorgaba automáticamente con el grado MInstP. Sin embargo, desde entonces se ha convertido en una certificación aparte que tiene el mismo nivel que el de Ingeniero Certificado. Para acreditar el título de CPhys un físico debe estar calificado apropiadamente (tener un grado de maestría en ciencias o en física, aunque puede tomarse en cuenta la experiencia en cualquier nivel equivalente), tener un mínimo de dos años de entrenamiento estructurado y un mínimo de dos años de experiencia laboral, haber demostrado compromiso en su desarrollo profesional y haber adquirido una cierta cantidad de competencias.
El IOP acredita grados de licenciatura en física en universidades británicas e irlandesas. El IOP desarrolló el curso de «Física Avanzada» en conjunto con el comité de evaluación de Oxford, Cambridge y la Royal Society of Arts. El IOP también desarrolló el grado de Ciencias Integradas, que se enseña en cuatro universidades de Inglaterra. La institución otorga un importante servicio educativo para escuelas secundarias en el Reino Unido. Como ejemplo de esto se encuentra un laboratorio móvil dentro de un gran camión articulado (Lab in a Lorry). En él hay tres pequeños laboratorios donde los estudiantes pueden ensayar experimentos usando equipos de física que usualmente no se encuentran disponibles en los laboratorios escolares.

## Publicaciones
El IOP Publishing es una compañía del IOP que publica más de 70 revistas académicas. Todas las ganancias generadas por la editorial se utilizan para sostener al IOP. Esta compañía ganó el premio Queen's Award for Export Achievement en 1990, 1995 y 2000 y publica una gran cantidad de revistas y sitios web, como la revista Physics World que fue lanzada en 1988.

## Gobierno
Un concejo electo gobierna y controla los asuntos de la institución. El concejo se reúne cuatro veces al año y tiene hasta 25 miembros, de los cuales 16 son elegidos por los miembros del IOP.
Los miembros eligen al presidente del IOP para un periodo de dos años. La actual presidenta es Frances Saunders. Durante la historia del Institute of Physics, desde su fundación como la Sociedad Física de Londres, hasta la actualidad, el nombre del puesto ha variado.

## Premios
El Institute of Physics otorga numerosos premios para reconocer las contribuciones a la investigación en física, la educación y la aplicación.
La medalla Dirac de física teórica, establecida en 1985.
La medalla Isaac Newton se otorga anualmente a cualquier físico, sin importar el área de trabajo, perfil o nacionalidad, por contribuciones destacadas a la física. Está acompañada por un premio de £1000 y se invita al ganador a dar una conferencia conocida como Newton lecture.
La medalla y premio Faraday es un premio otorgado anualmente a un físico de reputación internacional en cualquier sector por contribuciones destacadas en la física experimental.
La medalla y premio Rayleigh, establecidos en 2008, se otorgan cada dos años, en años impares, a la investigación destacada en física teórica, matemática o computacional.
La medalla y premio Thomson, también establecidos en 2008, se otorgan cada dos años, en años pares, a la investigación destacada en física atómica (incluyendo óptica cuántica) o molecular.
La medalla y premio Young se otorgan cada dos años, en años impares, a la investigación destacada en el campo de la óptica, incluyendo la física fuera del espectro visible.
La Medalla y Premio Bragg se otorga cada año, desde 1967, por una significativa contribución a la enseñanza de la Física.